# Falculifer spinosus
Falculifer spinosus är en spindeldjursart som först beskrevs av Édouard Louis Trouessart 1898.  Falculifer spinosus ingår i släktet Falculifer och familjen Falculiferidae. Inga underarter finns listade i Catalogue of Life.